# Драбівський краєзнавчий музей
Драбівський краєзнавчий музей — державний районний краєзнавчий музей у смт Драбові Черкаської області; культурний заклад і осередок просвіти населення містечка та району. 

## Про музей
Краєзнавчий музей у Драбові розташований в історичній будівлі у центрі селища за адресою:
вул. Центральна, буд. 77, смт. Драбів—19800 (Черкаська область, Україна).
У теперішній час (2000-ні) фонди Драбівського краєзнавчого музею нараховують понад 1 500 предметів основного фонду.
Зібрання матеріалів музею висвітлює сторінки літопису Драбівського краю, етнографічні особливості місцевого населення. Так, у закладі зберігаються фотокопії «Жалуваної грамоти царів Івана Олексійовича та Петра Олексійовича на володіння селами, хуторами, млинами та угіддями в Золотоніському повіті, видана військовому товаришу Івану Мировичу за його вірну і сумлінну службу» (1689), у якій є перше історична письмова згадка про Драбів.

## Виноски
1. ↑  http://itinery.com.ua/object/view/drabovskiy-kraevedcheskiy-muzey
2. ↑  Про музей у розділі «Історичні сторінки Драбівщини» [Архівовано 2013-05-15 у Wayback Machine.] на Драбівська районна державна адміністрація в Черкаській області [Архівовано 2013-05-15 у Wayback Machine.]
3. ↑  Дорошенко Олександр Перша згадка про Драбів [Архівовано 18 лютого 2009 у Wayback Machine.] // газ. «Прапор Життя» № 117 (7746) від 30 вересня 1989 року на Інтернет сайт села Великий Хутір Перша згадка про Драбів [Архівовано 1 вересня 2011 у Wayback Machine.]